# Васильев, Андрей Дмитриевич
Андре́й Дми́триевич Васи́льев (род. 11 февраля 1992, Санкт-Петербург) — российский футболист, защитник казахстанского клуба «Кызыл-Жар».

## Карьера
С 2010 года начал выступать за молодёжную команду «Зенита». В 2012 году перешёл в «Ростов». Дебютировал в чемпионате России в 34 туре, в игре против клуба «Крылья Советов».
В сезоне 2013/14 был отдан в аренду петербургскому «Динамо». В январе 2014 года арендован «Арсеналом». 20 марта сломал ногу во время тренировки, из-за чего пропустил остаток сезона, так и не сыграв ни одного официального матча за тульский клуб.
В 2018 году вместе со своим бывшим одноклубником Игорем Губановым перешёл в белорусскую команду Высшей лиги «Торпедо» Минск.
В декабре 2022 года продлил контракт с клубом гродненским «Неманом».
В январе 2025 года подписал контракт с петропавловским «Кызыл-Жаром».

## Достижения
«Неман» Гродно
- Обладатель Кубка Белоруссии: 2023/24